# Maleboranahatti, Challakere
Maleboranahatti là một làng thuộc tehsil Challakere, huyện Chitradurga, bang Karnataka, Ấn Độ.